# Piorunkowice
Piorunkowice (latinsky Perunchovitz; německy Schweinsdorf) je ves v jižním Polsku, v Opolském vojvodství, v okrese Prudník, ve gmině Prudník.

## Geografie
Ves leží v Opavské pahorkatině.

## Název
Název pochází ze slovanského označení pro atmosférický jev blesk. Město mělo také německý název Schweinsdorf. 9. září 1947 dostalo město název Piorunkowice.

## Zemědělství
Místní zemědělci pěstují především obiloviny, řepku a cukrovou řepu.